# Кучиев, Джават
Джават Кучиев — советский хозяйственный, государственный и политический деятель.

## Биография
Родился в 1923 году в Закавказской СФСР. Член КПСС.
С 1939 года — на хозяйственной, общественной и политической работе. В 1939—1985 гг. — тракторист-машинист Адыгейской машинно-тракторной станции Грузинской ССР, тракторист, бригадир комплексной механизированной бригады совхоза «Малик» Сырдарьинской области, председатель правления колхоза «Коммунизм» Гулистанского района.
Избирался депутатом Верховного Совета Узбекской ССР 7-го, 8-го, 9-го и 10-го созывов.
Умер после 1985 года.